# ピザ・アンダーグラウンド
ピザ・アンダーグラウンド（The Pizza Underground）は、ニューヨークを拠点とするアメリカ合衆国のコメディ・ロック・バンド。おもにヴェルヴェット・アンダーグラウンドの楽曲のパロディ化してピザに関する内容の歌詞や曲名で歌っており、メンバーには、かつての子役スターであるマコーレー・カルキン（カズー、パーカッション、ボーカル）のほか、マット・コルボーン（Matt Colbourn、ギター、ボーカル）、フィービー・クルーツ（Phoebe Kreutz、グロッケンシュピール、ボーカル）、ディーナ・ヴォルマー（Deenah Vollmer、ピザ・ボックス、ボーカル）、オースティン・キラム（Austin Kilham、タンバリン、ボーカル）がいる。こうしたテーマを掲げていることもあり、ライブに来た観客には、箱入りのピザが振る舞われる。

## 歴史
グループの「ピザ・ボックス（ピザの箱）」パーカッション担当であるディーナ・ヴォルマーによれば、ピザ・アンダーグラウンドのアイデアは、2012年に冗談から始まったものだという。「やってみてみんなわかったんだけど、ほとんどの単語はスライスとかチーズとかに置き換えられるんだ (We soon realized you can replace most any word with slice or cheese)」と、彼女は『フィラデルフィア・インクワイアラー』紙に語っている。グロッケンシュピール担当のフィービー・クルーツは、もともとヴェルヴェット・アンダーグラウンドの楽曲がピザについて書かれていたのだが、「当時の基準 (standards of their day)」に沿うように書き直されたに違いない、と述べている。
2013年11月11日に、グループはカルキンの家で生演奏のデモ音源を制作した。同じ月のうちに、イースト・ヴィレッジの SideWalk Cafe で開催された、ルー・リードへのトリビュート・ショーに出演した。12月には、カルキンがチーズ・ピザを食べるバイラル・ビデオがYouTubeにアップロードされた。これは、アンディ・ウォーホルがバーガーキングのワッパーを食べる姿を捉えた、ヨルゲン・レスのドキュメンタリー映画『66 Scenes from America』の場面をパロディ化したものである。カルキンは、ピザ・アンダーグラウンドのデビューを宣伝したわけである。
グループとしての最初のミュージック・ビデオを2014年1月に発表し、ヴェルヴェット・アンダーグラウンドの様々な曲をパロディ化した「All Pizza Parties」（原曲は「All Tomorrow's Parties」）、「Pizza Gal」（「Femme Fatale」）、「Take a Bite of the Wild Slice」（ルー・リード名義の「ワイルド・サイドを歩け (Walk on the Wild Side)」）などを盛り込んだ。このビデオの中で、ピザの模様を一面にあしらった壁面に囲まれ、ピザの箱を敷いた床の上で演奏し、ピザのスライスをマスクのように身につける。
2014年1月には、1月から3月にかけて、18公演の北米ツアー「Fresh to Your Door」が行なわれると発表された。
2014年1月、デモ音源のカセット・テープが、ピター・メロディ・レコード (Bitter Melody Records) から、黄色、白、赤のカセットでリリースされた。
2014年5月、イングランドのノッティンガムの「ドット・トゥ・ドット・フェスティバル (Dot to Dot Festival)」の一環として「Rock City」に出演した際に、バンドはブーイングを受けてステージから降ろされた。観衆のひとりは、後に、このパロディ・グループは「歴代最高のバンドのひとつを笑いもの」にしたのだと批判した。ステージには何パイントものビールが投げ込まれ、フロントマンのマコーレー・カルキンは、「何で（ビールをグラスごと）投げるんだい…俺は（ビールを）飲みたいぜ (why are you throwing those?  ...I'd rather drink them!)」と観衆に叫んだが、バンドは15分も経たないうちにステージを降りた。
2018年1月、カルキンはポッドキャスト「WTF with Marc Maron」のインタビューで、ピザ・アンダーグラウンドが解散したことを明かした。